# Great British Beer Festival
 (avril 2021).
Si vous disposez d'ouvrages ou d'articles de référence ou si vous connaissez des sites web de qualité traitant du thème abordé ici, merci de compléter l'article en donnant les références utiles à sa vérifiabilité et en les liant à la section « Notes et références ».
Le Great British Beer Festival ou GBBF en abrégé (« Grande Fête Britannique de la Bière  ») est une fête de la bière britannique annuelle organisée début août (du mardi au samedi) par la  Campaign for Real Ale (CAMRA). On y trouve une très large sélection de bières pression locales (450 marques) et internationales (200 marques) et on y délivre le titre de Champion Beer Of Britain (CBOB). Cette fête, souvent qualifiée de « plus grand pub du monde » est entièrement organisée par un millier de volontaires. La fréquentation est de l'ordre d'environ 66 000 personnes en 2006, qui ont consommé 350 000 pintes de bière. Concurremment à la consommation de bière, il y a aussi de la musique et des jeux traditionnels.

## Éditions

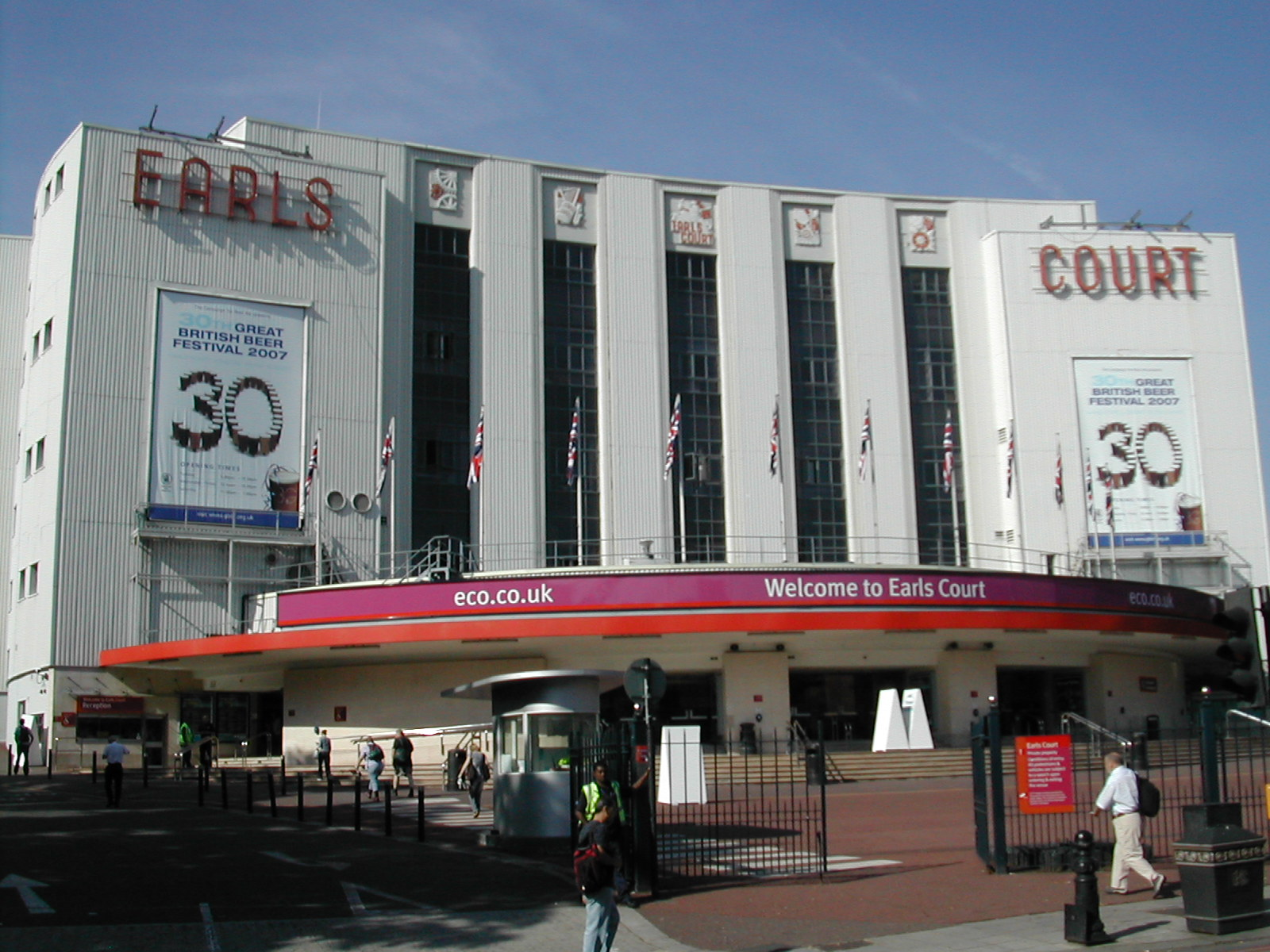
Earls Court Exhibition Centre, GBBF 2007

Depuis 1977, cette fête s'est déroulée essentiellement à Londres, mais aussi ailleurs :
- 1977 - 1979 : Alexandra Palace, Londres
- 1980 :  Alexandra Palace (sous la tente), Londres
- 1981 - 1982 : Queens Hall, Leeds
- 1983 :  Bingley Hall, Birmingham
- 1984 :  pas d'édition
- 1985 - 1987 : Metropole, Brighton
- 1988 - 1989 : Queens Hall, Leeds
- 1990 :  Metropole, Brighton
- 1991 :  Docklands Arena, Londres
- 1992 - 2005: Olympia, Londres
- 2006 - 2011:  Earls Court Exhibition Centre, Londres
- depuis 2012: Olympia, Londres